# Piñera (Uruguay)
Piñera ist eine Ortschaft in Uruguay.

## Geographie
Sie befindet sich auf dem Gebiet des Departamento Paysandú in dessen Sektor 5. Piñera liegt etwa 20 Kilometer ostnordöstlich von Guichón sowie nordwestlich von Merinos. Im Norden grenzt Beisso an. Etwa zwei Kilometer südlich der Ortschaft verläuft die Grenze zum Nachbardepartamento Río Negro.

## Geschichte
Am 21. August 1936 wurde Piñera der Status "Pueblo" durch das Gesetz Nr.9.588 zuerkannt.

## Einwohner
Für Piñera wurden bei der Volkszählung im Jahr 2004 118 Einwohner registriert.
| Jahr | Einwohner |
| ---- | --------- |
| 1963 | 313       |
| 1975 | 261       |
| 1985 | 189       |
| 1996 | 193       |
| 2004 | 118       |

Quelle: Instituto Nacional de Estadística de Uruguay

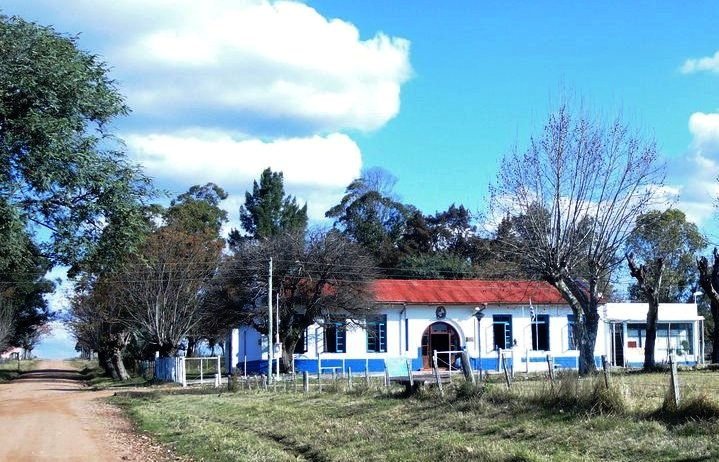
Escuela Nº 17 "José María Firpo"
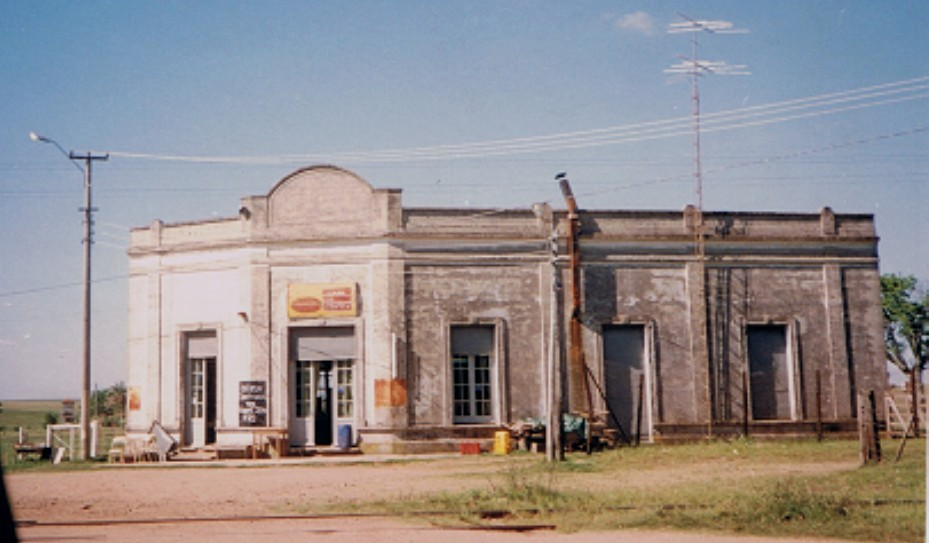
Almacén de Ramos Generales
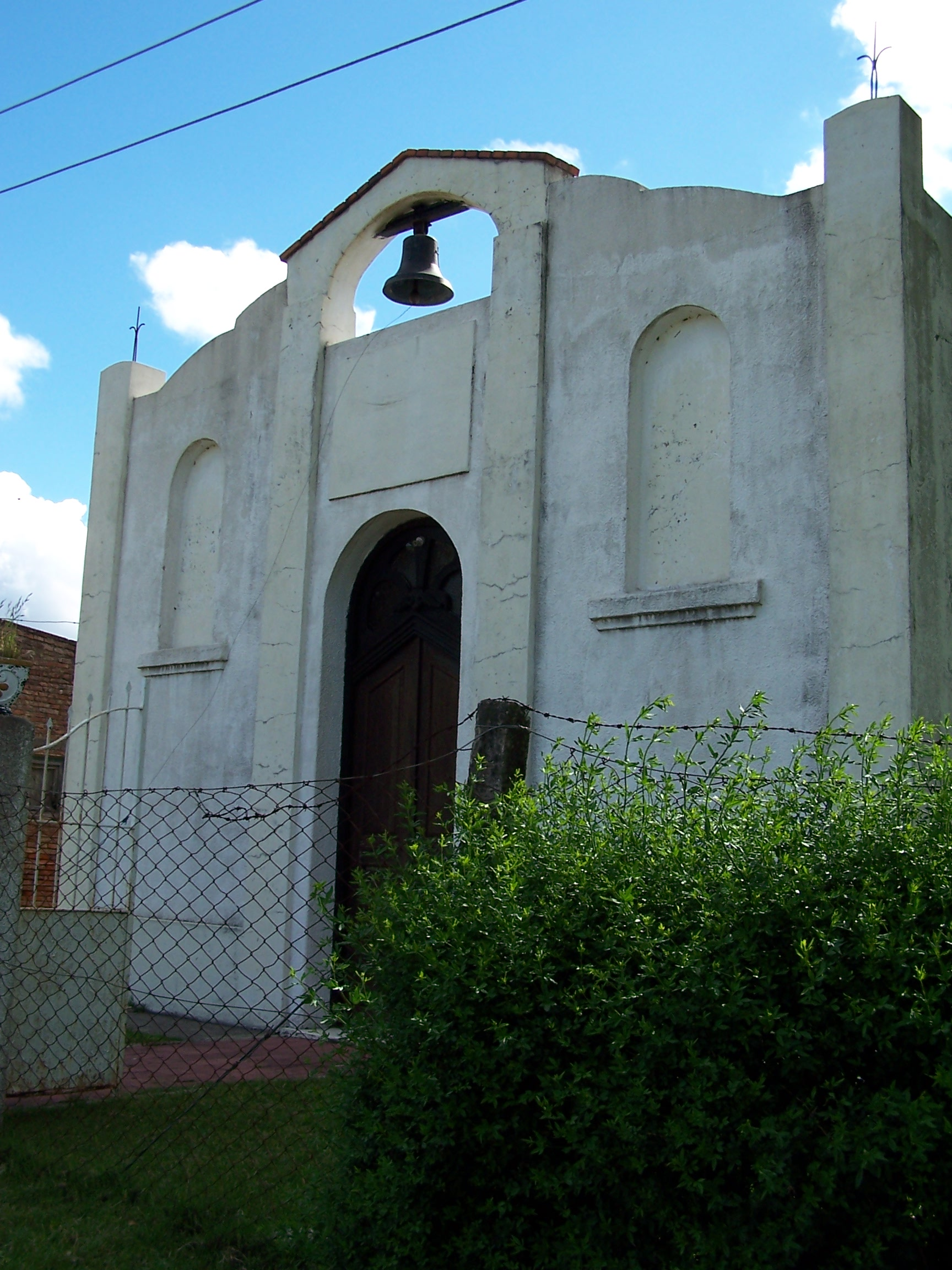
Capilla María Auxiliadora